# Shahrzad Mozafar
Shahrzad Mozafar (geboren 22. Dezember 1970) ist eine iranische Futsal- und Fußballtrainerin.

## Sportlicher Werdegang
Schon als Kind träumte Shahrzad Mozafar davon, Fußballtrainerin zu werden. Begeistert schaute sie Fußballspiele im Fernsehen und kommentierte imaginäre Matches auf Kassette, die ihre Eltern dann Freunden vorspielten. „Diese Leidenschaft wurde mir in die Wiege gelegt“, sagte sie später. „Ich habe mein ganzes Leben lang nach einem Ball Ausschau gehalten. Ich kann mich daran erinnern, dass ich die Fußballweltmeisterschaft 1982 in Spanien gesehen habe. Ich habe die ganze Nacht geweint, als Brasilien gegen Italien verloren hat.“
Seit der Islamischen Revolution im Jahr 1979 war Fußball für Mädchen und Frauen im Iran verboten. Die sportbegeisterten Studentinnen der Alzahra-Universität in Teheran, der einzigen reinen Frauenuniversität des Landes, setzten durch, dass ein erstes, inoffizielles Futsal-Turnier veranstaltet wurde. 1997 bildete die damals zuständige Physical Education Organization ein Futsal-Komitee und erlaubte ein Turnier mit zwölf Mannschaften: Futsal erwies sich als „angenehme Lösung“ in einem streng muslimischen Land, da bei dieser Hallensportart Männer nach Bedarf ausgeschlossen werden können. Mozafar war inzwischen im Volleyball aktiv geworden und spielte auch in der Nationalmannschaft; nachdem aber Futsal erlaubt war, wechselte sie gegen Ende der 1990er Jahre in diesen Sport als Trainerin. Ab 2001 fungierte sie als Assistentin des Nationaltrainers und trainierte mehrere Clubmannschaften.
2005 erhielt Mozafar den Auftrag, die frisch formierte iranische Fußballnationalmannschaft der Frauen bei den West Asian Football Games in Jordanien zu betreuen: „Es ist nicht einfach, Pionierin von etwas zu sein, das es vorher noch nicht gab“, kommentierte sie später. In den folgenden fünf Jahren kombinierte sie ihre Tätigkeiten als Nationaltrainerin im Fußball und als Vereinstrainerin im Futsal. 2010 belegte die Nationalmannschaft der Mädchen bei den Olympischen Jugend-Sommerspielen in Singapur Platz vier. Daraufhin wurde Shahrzad Mozafar von der Asian Football Confederation (AFC) für die Wahl des besten Trainers nominiert. Anschließend entschied sie sich, auch aufgrund des Drucks vonseiten iranischer Behörden, sich auf Futsal zu konzentrieren.
2018 gewann die iranische Futsalnationalmannschaft der Frauen unter Mozafar zum zweiten Mal nach 2015 den Titel der AFC. Mozafar: „Das war der beste Moment meines Lebens.“ Kurz danach trafen die vom neuen US-Präsidenten Donald Trump verhängten Wirtschaftssanktionen den iranischen Sport hart und lösten einen Exodus von Sportlerinnen aus. Mozafar ging als Cheftrainerin der Frauen-Futsalnationalmannschaft nach Kuwait, wo sie die Einrichtung einer Liga auf den Weg brachte.
2018 wurde Shahrzad Mozafar für die Wahl zum besten Futsaltrainer der Welt nominiert. 2025 wurde sie zur Cheftrainerin der iranischen Futsal-Nationalmannschaft der Frauen ernannt.